# 夏萍灣

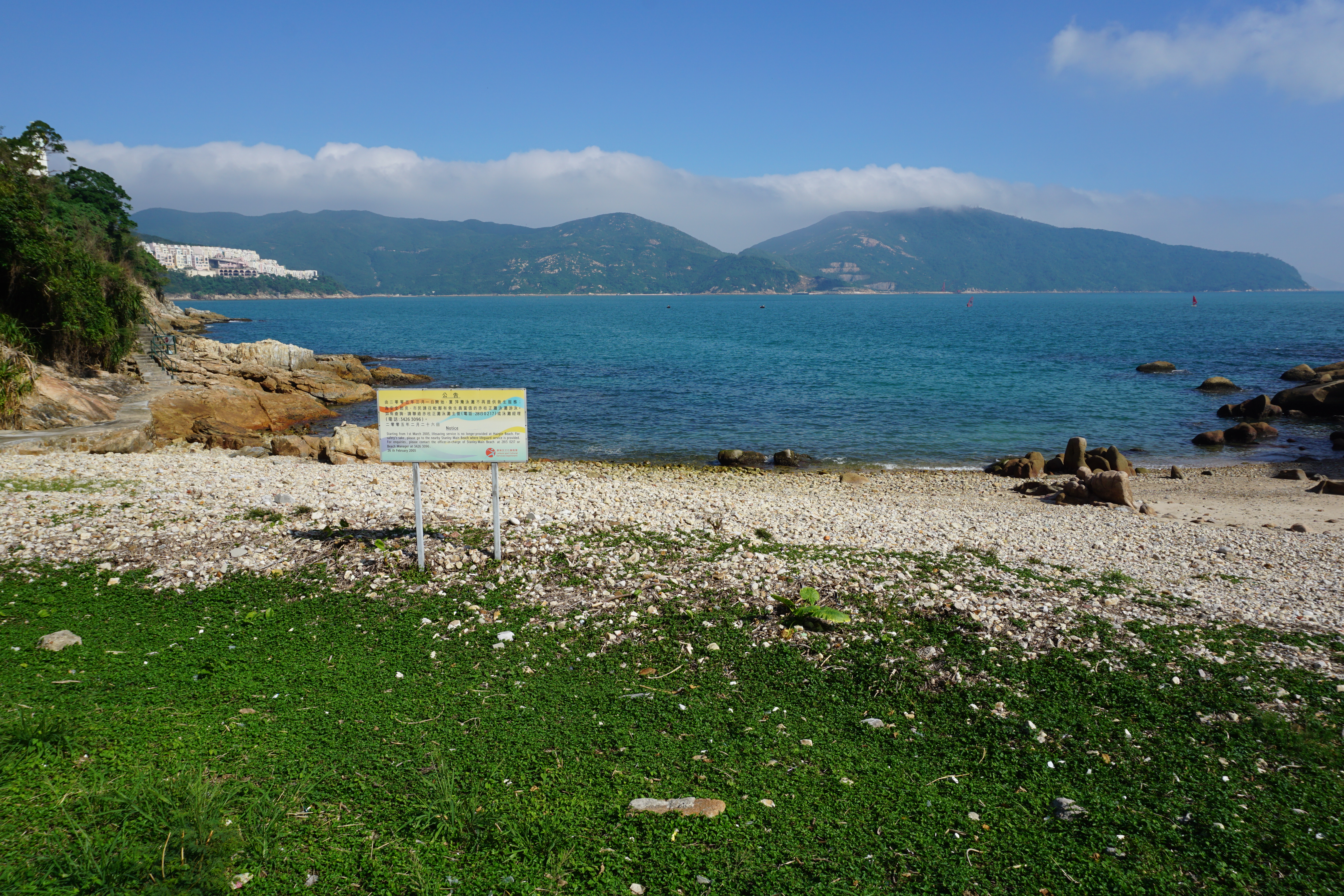
夏萍灣一景（2017年11月）

夏萍灣（英語：Hairpin）或夏萍灣泳灘（英語：Hair Pin Beach）是香港位於香港島南區赤柱半島東岸以及赤柱正灘北方的公眾泳灘，周邊被大石與樹木包圍。

## 設施
設施包括燒烤區、淋浴設備和洗手間。
夏萍灣泳灘由於規模較小導致使用人數一直偏低，例如2002年冬季每日平均只有1名市民使用。有見及此，康樂及文化事務署於2005年3月1日起不再為該泳灘提供救生員服務。

## 歷史
該泳灘曾經在2000年7月1日受到油污影響而被康樂及文化事務署（康文署）勒令關閉，後來環境保護署於翌日認為當地水質已經重新達到適宜游泳的標準，康文署因此決定在當日重新開放該泳灘供市民使用。隨後當地水質持續改善，例如曾經於2004年10月上旬保持在一般至良好級別，後來更在2016年全年保持於良好水平。
其燒烤設施曾在2008年12月2日起暫停使用以便進行維修工程，並於同年12月24日工程結束後重新開放。